# アメリカン・ピッカーズ
『眠ったお宝探し隊 アメリカン・ピッカーズ』（ねむったおたからさがしたい  アメリカン・ピッカーズ、原題：American Pickers）は、歴史番組などを中心にドキュメンタリー・リアルショーを放送するヒストリーチャンネルが放送するリアリティショー番組である。

## 概要
この番組は、アイオワ州ルクレアに本店、テネシー州ナッシュビルに支店を持つ骨董品店「アンティーク・アーキオロジー」（ANTIQUE ARCHAEOLOGY）の共同経営者であり買い付けを担当するマイク・ウルフとフランク・フリッツ、事務長で情報収集を担当するダニエル・コルビー、ナッシュビル支店の支配人であるローレン・レイの4名を番組のメインメンバーとし、買い付け・販売先での人との交流や買い取りシーンなどをもとにして、アメリカの古き良きもの・庶民の歴史や忘れ去られた地域の歴史等を再発見することを目的とする番組である。
日本語版の番組ホームページによると、この番組の企画は、マイク・ウルフ自らが立案し、ヒストリーチャンネルのプロデューサーに何年もかけて売り込みに行ったとのことである。当初は「骨董品の番組なんて」と門前払いされていたとのことであるが、今では世界各地にファンがいる番組となっている。
2018年にはCBSで放映された犯罪捜査ドラマ『NCIS 〜ネイビー犯罪捜査班』シーズン15 第17話"One Man's Trash"(邦題:『コレクター』)の劇中劇として同番組が登場し、マイク・ウルフが本人役で出演した。

## 出演者
マイク・ウルフ Mike Wolfe
声 - 影平隆一
1964年11月6日、イリノイ州ジョリエット生まれ。アイオワ州ベッテンドーフで育つ。骨董品店アンティーク・アーキオロジーの社長。フランクとは小学校時代からの幼馴染み。2012年に結婚し（ダニエルとではない）、一女を儲けている。また、犬を飼っている。アメリカン・ピッカーズの番組企画を立案した。自転車、バイクが専門分野だが、古民具や古い家具、内装等についても詳しい。
フランク・フリッツ Frank Fritz
声 - 山本格
1963年10月11日、アイオワ州ダベンポート生まれ。アンティーク・アーキオロジーをマイクと共に経営する共同経営者。マイクとは小学校時代からの幼馴染み。独身で、病気になると母親が看病してくれるらしい（番組内でマイクが明かしていた）。また、猫を飼っている。おもちゃ、オイル缶、看板、ランプ、バイクが専門分野。バイクの祭典であるスタージス・モーターサイクル・ラリーには、毎年休まず通っていると番組で明かしていた。多少ケチである。シーズン21の8話以降番組に出演していない、2021年に脳卒中で倒れた後はリハビリをしていたが、2024年9月30日に60歳で亡くなっている、死因は非公表。
ダニエル・コルビー Danielle Colby
声 - 南山裕希
1975年12月3日、アイオワ州ダベンポート生まれ。アンティーク・アーキオロジーの事務長であり、店を切り盛りをする扇の要。目立つタトゥーが特徴で、ムチムチボインである。元ローラーゲーム選手と番組内で明かされている。マイクとフランクの留守を預かり、顧客情報を伝えたり、いざとなればマイクの愚痴を聞いたりする。彼女なしではアンティーク・アーキオロジーは回らないと言える。
ローレン・レイ Lauren Wray
声 - 紺乃千鶴
アンティーク・アーキオロジーナッシュビル支店の支配人。金髪でちょっとボンやりしている感じはあるが、ダニエルの指導で力を付けつつある。以前は両親が営む質屋で働いていたこともあると番組内で明かしている。
ロビー・ウルフ Robbie Wolfe
声 - 松島昭浩
マイクの弟。昔はマイクと二人でピッカーをしていたとのこと。その後、別の仕事（職種は不明）に就いたものの、何かと店のピンチに出てくることが多い。

## エピソード
1. (s1) 日本刀
2. 骨董品の山
3. 農場のコレクション
4. 94歳の大物収集家
5. ジュークボックス
6. 26の隠し部屋がある家
7. 1939年式のクラシックカー
8. バイク2000台!?自動車廃棄物置場
9. Kawasakiのバイク
10. 陶器コレクション
11. トラクターと標識に囲まれた家
12. 1880年代のハイ・ホイール自転車
13. (s2)幻のスチュードベーカー車
14. アンティーク・キャッシュ・レジスター
15. ピエロのガチャガチャ
16. 膨大なフィルム・コレクションのある家
17. オイル缶コレクション
18. 1937年製ハーレー ナックルヘッド
19. 年代物のスロットマシン
20. 不気味な剥製コレクター
21. クラシック・オートバイ
22. KISSのピンボール・マシン
23. SONORA蓄音機
24. アンティーク印刷機
25. (s3)1952VESPA
26. 古い遊園地でお宝散策
27. ダニエル、お宝探しに初参戦
28. トライアンフ・ボンネビル
29. 1967年製フォード・フェアレーン
30. ハーレーのレザージャケット
31. フォルクスワーゲン・コレクション
32. 軍用サイドカー付BMWのバイク
33. 年代物のエアロバイク
34. 有名人のお宝探し依頼
35. オークション大会参加
36. サーフボード・コレクション
37. 年代物の潜水ヘルメット
38. NASCARからの任務
39. 南北戦争の戦地にて
40. ビートルズのレア・アルバム
41. インディアン・バイク関連のコレクション
42. 発掘!幻のシボレー
43. BARのネオンサイン
44. 夢のエアストリーム
45. (s4)コインゲーム機の山
46. 電話コレクション
47. 伝説のグランド・ピアノ
48. 車マニア必見のお宝
49. クラシック自動車の宝庫
50. おもちゃ博物館
51. 初期のゴルフカート
52. 年代物のアーケードゲーム
53. 大きい金庫のある家
54. モーターサイクル・ラリー出場
55. 恐竜の骨
56. 夢のビンテージ・コレクション
57. 剥製の館
58. 1958 AMi ジュークボックス
59. 音楽史に名を残すラジオ局
60. 秘密結社オッド・フェローズの記念品
61. デロリアン
62. ミリタリーのビンテージグッズ
63. ヒューズエアクラフト社のレーシングカー
64. SF屋敷
65. 映画ポスターコレクション
66. (s5)Von Dutchのバイク
67. 「ハットフィールド家VSマッコイ家」の召喚状
68. インディアン・バイク関連のコレクション
69. 時計だらけの家
70. ロケットクロック
71. 金管楽器コレクション
72. ミステリー・ボックス
73. SAMRAIの甲冑
74. 1931年製ライオネル社の鉄道模型
75. ヴィンテージのドール・ハウス
76. リンカーンの鉄製オーナメント
77. ワイルド・ビルのおもちゃ
78. アメコミ・コレクション
79. 150年前のマーティン・ギター
80. ガソリンスタンド屋敷
81. ビンテージのROLEX
82. 1947年製シボレーのトラック
83. 熊を捕獲する罠
84. 航空博物館
85. 金属スクラップの要塞
86. 1935年製インディアン・バイク
87. フランク、クイズ・ミリオネアに出演!?
88. ホーンテッド・ハウス
89. 人工衛星「スプートニク」型ライト
90. 世界のパイロット・コレクション
91. (s6)Wagner社のモーターサイクル・エンジン
92. KAWASAKI police 1000
93. Cushman社のスクーター
94. チープ・トリックの音楽倉庫
95. 1910年式 伝説のバイク
96. サーカスの倉庫
97. 1932年式 ロードスターのボディ
98. ビンテージ・カー・コレクション
99. 医療器具コレクション
100. 1944年式ハーレー・ナックルヘッド
101. 車の玩具コレクション
102. ビンテージ・バイク・コレクション
103. 1960年式キャデラック
104. ブルース・ミニーのイラスト
105. ボニー&クライド・ミュージアム
106. ダニエルの極秘プロジェクト
107. テキサスのジャンクヤード
108. ハーレー&ガソリンスタンド・アイテム
109. ピッカーズ、イタリアへ行く!ボローニャ篇
110. ピッカーズ、イタリアへ行く!シチリア篇
111. 今度はロンドン出張!
112. ヴィンテージ・カーの隠しもの
113. 幻のCASE社製自動車
114. ミニバイクのコイン式遊具
115. 廃墟巡りツアー
116. おしどり夫婦のバイク・コレクション
117. 希少!ビンテージ・カー
118. 同業者のコレクション
119. アールデコのタバコ販売機
120. 自転車ハウス
121. ご自慢ウエスタンコレクション
122. オペラハウスでアンティークSALE
123. メッサーシュミット社の名車KR200
124. フォードモデルT雪道用パーツ
125. 大豪邸の希少なお宝コレクション
126. ピッカーズ、イタリアへ行く!ローマ篇
127. (s7)土に眠った幻のインディアン・バイク
128. 勢ぞろい!ガソリンスタンド・グッズ一式
129. 伝説のシンガー所有の遊園地
130. 名物船長のタグボート・グッズ
131. シボレー販売店のレトロなグッズ
132. レースカー専門ショップのお宝
133. 奇天烈メカ・コレクション
134. 巨大倉庫の大量コレクション
135. エキセントリック・コレクター
136. BMW製マイクロカー「ISETTA」
137. 二段変則ギアのフォード・モデルT
138. ダッジ・A100
139. ビュイックの看板
140. 招待者限定アンティーク・コレクション
141. 伝説的バイクスタントマンの秘蔵コレクション
142. 幻の名車! オーバーン・コンバーチブル
143. 1914年式ヘンダーソン社のサイクルカー
144. 世界最大規模!?3輪自動車コレクション
145. 元レーサーのカー・コレクション
146. 閉店バイクショップ 宝の山
147. 1947年式ハーレー・ダビッドソン
148. 骨董品店の在庫整理
149. ガラクタコレクション
150. 1936年式フォード・クーペ
151. 大収穫!VESPA APE
152. サプライズ!断捨離お助け大作戦
153. 古き良き日用品店
154. 1979年からの手付かずのお宝倉庫
155. ビンテージのグレッチギター
156. イタリアの巨匠デザイン幻のAMC車
157. (s8)世界のバイク・コレクション
158. 年代物のインテリア・グッズ
159. アメリカ海軍の潜水ヘルメット
160. 伝説的バイクスタントマンの秘蔵コレクション その2
161. 1933年式フォード・ロードスター・クーペ
162. 夢の博物館
163. コレクター必見!等身大ヨーダ
164. ビンテージのコイン式マシン
165. 廃業ガソリンスタンドのお宝
166. 無法者ビリー・ザ・キッドの写真
167. 世界のバイクアイテム
168. 西部劇ゆかりのコレクション
169. 発見!1933年式フォード・クーペ
170. レトロな家電コレクション
171. サーカス関連のコレクション
172. (s9)1937年式 コード・コンバーチブル
173. ガソリンスタンドの看板コレクション
174. エジソン発明エレクトリックペン
175. 1966年式 シボレー・シェベル
176. 激レア!スプリット・ウィンドウのビートル
177. ベスト・オブ・高額アイテム
178. ベスト・オブ・60年代アイテム
179. ベスト・オブ・70年代アイテム
180. ベスト・オブ・がんばったで賞
181. クリスマスのヴィンテージ・グッズ
182. 大量コレクション!スチュードベーカー
183. オーバーン・コンバーチブルを届ける旅
184. やんちゃなオート・コレクター
185. おもちゃの迷宮
186. 1947年式サイドカー付きハーレー
187. 19世紀の自転車「イエローフェロー」
188. ガラクタ収集家の大量コレクション
189. 伝説的バイククラブのお宝
190. 1956年式シボレーベルエア
191. (s10)スロットカーコレクション
192. 19世紀のフランス製の振り子時計
193. 逸品!宇宙ステーションの模型
194. ドクター・ペッパーのお宝グッズ
195. お宝満載のスクラップ場
196. マーティン社の1925年製ギター
197. 西部劇のレアなポスター
198. コーラのポスターフレーム
199. ホンダのミニトレール・バイク
200. 1926年式スチュードベーカー
201. (s11)一世紀前の廃工場
202. 工芸家のクールな廃品
203. 100年の歴史を持つお菓子キャラ
204. ピッカーズのロンリー・ハーツ・クラブ
205. ユニーク・アート社の機関車のおもちゃ
206. 膨大なマネキンコレクション
207. 電光を放つテスラコイル
208. サンヨーのレコードプレーヤー
209. 1929年式パッカード
210. 地上最大の収穫
211. だるま自転車
212. 水力発電のお宅
213. タイムスリップ
214. コンクリートのジャングル
215. 硫黄島で戦った兵士の名誉負傷章
216. 岩の上の楽園
217. 32年式をゲットせよ
218. ピアレス・ビールの看板
219. 教材の人体模型
220. 見世物関連コレクター

番外: 特別編 思い出トーク・スペシャル
OFF THE ROAD(9 Oct. 2013)